# Omyomymar clavatum
Omyomymar clavatum är en stekelart som först beskrevs av Dmitriy Alekseevich Ogloblin 1935.  Omyomymar clavatum ingår i släktet Omyomymar och familjen dvärgsteklar. Inga underarter finns listade i Catalogue of Life.